# Miloslava Rezková
Miloslava Rezková, provdaná Hübnerová (22. července 1950, Praha – 20. října 2014 Praha) byla česká atletka-skokanka do výšky, reprezentantka Československa, olympijská vítězka a mistryně Evropy.
V roce 1969 vyhrála československou anketu Sportovec roku. Roku 2014 pak byla v téže anketě vyhlášena sportovní legendou, obdržela in memoriam Cenu Emila Zátopka.

## Kariéra
Než se dostala k atletice, začínala s baletem, později se věnovala gymnastice a její starší sestra ji přivedla k volejbalu.
V roce 1977 ze zdravotních důvodů ukončila kariéru. Poté pracovala přes 30 let na různých pozicích ve středisku vrcholového sportu pod tehdejší Rudou hvězdou (dnes Olymp).

### Olympijské hry
Dvakrát reprezentovala na letních olympijských hrách, poprvé jako osmnáctiletá na olympiádě v Ciudad de México v říjnu roku 1968. Ve finále jako jediná překonala napotřetí 182 cm a stala se olympijskou vítězkou. Těsně pod stupni vítězů skončila Jaroslava Králová, která skočila 178 cm. O čtyři roky později na olympijských hrách v Mnichově znovu třetím pokusem zdolala 182 cm, avšak tento výkon stačil na konečné 15. místo. Zlato vybojovala Ulrike Meyfarthová z NSR, když výkonem 192 cm vyrovnala tehdejší světový rekord Rakušanky Ilony Gusenbauerové.

### Mistrovství Evropy
V roce 1969 se stala v Athénách mistryní Evropy. K titulu ji dopomohl nejlepší technický zápis, když výšku 183 cm překonala hned čtveřice výškařek. Stříbro získala Antonina Lazarevová a bronz Mária Mračnová. Bez medaile zůstala Rita Schmidtová z NDR. Později se zúčastnila také evropského šampionátu v Helsinkách v roce 1971 a ME 1974 v Římě. V obou případech postoupila do finále, kde shodně skončila pátá.
Dvakrát se zúčastnila také halového ME (Rotterdam 1973 – 5. místo, Katovice 1975 – 11. místo).

### Osobní rekordy
- hala – 185 cm – 4. února 1973, Berlín
- venku – 187 cm – 19. srpna 1972, Praha

## Osobní život
V roce 1969 se v Athénách provdala za svého trenéra Rudolfa Hübnera. Později se ale rozvedli. V manželství se jí narodila dcera Linda. Se svým přítelem, trojskokanem Jiřím Vyčichlem, pak měla syna Jiřího. Zemřela na rakovinu v nemocnici Milosrdných sester sv. Karla Boromejského v Praze.